# Louis Chardome
Louis Victor Chardome (Saint-Hubert, 26 september 1898 - Aarlen, 2 juli 1977) was een Belgisch senator en burgemeester.

## Levensloop
Chardome volgde middelbare studies in Saint-Hubert. Tijdens de Eerste Wereldoorlog werd hij in december 1916 gedeporteerd naar Duitsland, omdat hij geweigerd had om voor de Duitse bezetter te werken. In februari 1917 keerde hij terug naar België.
Hij werd ambtenaar in een openbare dienst. Eerst was hij als bediende tewerkgesteld in de staatsschool van Saint-Hubert, daarna werd hij bureauchef in het penitentiair centrum in de gemeente, waar hij het bracht tot ondervoorzitter van de administratieve commissie. Hij werd syndicaal militant voor de socialistische vakbond voor overheidsdiensten en was vakbondsafgevaardigde. In 1920 sloot hij zich tevens aan bij de POB en in 1925 werd hij voorzitter van de lokale socialistische afdeling van Saint-Hubert. Hij werd tevens voorzitter van de socialistische federatie van de provincie Luxemburg.
Bij de Duitse inval in België in mei 1940 werd hij gemobiliseerd. Na de Belgische capitulatie en de Duitse bezetting tijdens de Tweede Wereldoorlog keerde hij een maand later terug naar Saint-Hubert. Chardome was actief in het verzet door actief te zijn binnen de clandestiene pers. Vanaf februari 1941 werkte hij mee aan de kranten Le Messager du Luxembourg, Wallonie libre, La Voix des Belges en Le Sanglier Ardennais. In maart 1943 sloot hij zich aan bij het Belgisch leger der partizanen, tot hij op 25 maart 1944 door de Gestapo werd gearresteerd. In juli 1944 slaagden de oprukkende geallieerden erin om Chardome te bevrijden. Hij hield aan zijn gevangenschap een gedeeltelijke invaliditeit over. 
In 1946 werd hij voor de PSB verkozen tot gemeenteraadslid van Saint-Hubert. Begin 1959 werd hij burgemeester van de gemeente, een ambt dat hij bleef bekleden tot aan zijn vertrek uit de gemeentepolitiek in juni 1973. Als burgemeester legde hij de klemtoon op de uitbouw van het toerisme en liet hij een sportief centrum bouwen. Een zwembad in dat centrum werd naar hem vernoemd. 
Daarnaast was Chardome van 1956 tot 1961 provincieraadslid van Luxemburg en zetelde hij twee keer in de Senaat als rechtstreeks gekozen senator voor het arrondissement Aarlen, van 1961 tot 1965 en van 1968 tot eind 1971. Chardome was een discrete senator die zich vooral toelegde op lokale problematieken, zoals de exploitatie van bossen in de provincie Luxemburg. 